# Нуайе, Жак Моиз Эжен
Жак Моиз Эжен Нуайе (фр. Jacques Moïse Eugène Noyer, 17 апреля 1927, Ле-Туке-Пари-Плаж — 2 июня 2020[…], Ран-дю-Флье) — французский римско-католический прелат. Он служил епископом Амьена с 31 октября 1987 года по 10 марта 2003 года.

## Биография
Нуайе родился 17 апреля 1927 года в Ле-Туке на улице Лондрес. После среднего образования в Булони-сюр-Мер Нуайе учился в Университете Лилля. После этого он поступил в семинарию в Аррасе, а затем продолжил католическое образование в Папском Григорианском университете в Риме, где получил степень в области схоластической философии. 
Нуайе стал профессором колледжа Аффренг в Булони-сюр-Мер в 1952 году. Он оставил эту должность в 1963 году, чтобы преподавать в Аррасе, где оставался до 1970 года. Он был священником католической церкви Св. Жанны д’Арк в Ле-Туке, где стал настоятелем в 1976 году. Нуайе покинул Ле-Туке в 1987 году, когда был назначен епископом Амьена. Он остался в Амьенском соборе и стал почётным епископом 10 марта 2003 года.

## Идеология
В 2002 году Нуайе активно выступал против избрания кандидата от партии «Национальный фронт» на пост президента Франции Жана-Мари Ле Пена, заявив, что его риторика приводит к «ложной безопасности, связанной с подшучиванием, изоляцией, расизмом и ксенофобией».
23 апреля 2010 года Нуайе опубликовал статью в «Témoignage chrétien», в которой исследовал, как трудно его современникам принять идею воскресения Христа. Эта статья вызвала многочисленные обвинения религиозных лидеров в том, что Нуайе сомневался в истории воскресения Иисуса Христа. Он ответил на эти опасения в статье: «Et maintenant, un evêque incroyant!» в следующем месяце.
Нуайе принял участие в мессе по случаю 75-летия Жака Гайо 18 сентября 2012 года.
Жак Нуайе умер 2 июня 2020 года в Ле-Туке в возрасте 93 лет.

## Произведения
- Quand la télévision donne la parole au public : la médiation de l'information dans l'Hebdo du Médiateur (2009)
- Médias et territoires : l'espace public entre communication et imaginaire territorial (2013)
- Dire Dieu autrement : homélies au fil de l'an (2016)
- À l'ombre du vieux noyer : libres pensées d'un cyber-évêque (2017)

## Награды
- Рыцарь ордена Почётного легиона (1993)[9]

## Память
Город Ле-Туке-Пари-Плаж отдал Нуайе дань уважения в 2023 году, дав его имя площади перед церковью Св. Жанны д’Арк.